# Bonaventura Mazzarella
Bonaventura Mazzarella (Gallipoli, 6 febbraio 1818 – Genova, 6 marzo 1882) è stato un magistrato, filosofo, pastore protestante, nonché politico italiano.

## Biografia
Studiò all'Università di Napoli, frequentando le lezioni di filosofia di Galluppi e laureandosi in giurisprudenza nel 1840. Rientrato a Gallipoli, esercitò l'avvocatura per un lustro, diventando in seguito a concorso un giudice, professione che svolse tra Gagliano del Capo e Novoli.
In quest'ultima sede si sposò nel 1848 con Chiara Tarantini (i due non ebbero figli) e, aprendosi al repubblicanesimo mazziniano, costituì un ramo della Giovine Italia. Nel solco delle vicende del '48, dimessosi dall'ufficio, tentò di dar luogo ad un'insurrezione: tuttavia, il fallimento del tentativo, il contestuale ripristino dell'ordine borbonico e il conseguente mandato di cattura, che sarebbe sfociato in due processi in contumacia con sua condanna alla pena di morte per il reato di cospirazione, lo costrinsero ad un esilio volontario. In tal senso, fino al marzo 1852, data del suo arrivo a Ginevra, Mazzarella peregrinò, nell'ordine, da Ancona a Roma (dove, collaborando con i rivoluzionari, assistette alla proclamazione della Repubblica Romana), da Corfù a Atene e da Genova a Torino.
Nel capoluogo piemontese si è accostato al movimento valdese, approfondendo il Risveglio e, infine, convertendosi all'evangelismo e aderendo alla Chiesa valdese, la cui opera pastorale assolse in Svizzera, in particolare presso la comunità di esuli italiani a Ginevra, in collaborazione con Luigi Desanctis, e, dalla fine del 1852, a Genova, collaborando con il pastore Paolo Geymonat.
In quel periodo, l'opera svolta nel capoluogo ligure, con una crescente adesione di fedeli, che gli attirò per altro l'ostilità degli ambienti cattolici, si tradusse tuttavia nello scisma operato dagli evangelici italiani nei riguardi della Chiesa valdese. Lo stesso Mazzarella, determinando di uscire da quest'ultima, rivolse, dall'estate del 1854, le proprie attenzioni alla fondazione della Società evangelica italiana. Questa nuova attività di predicazione gli valse, tra la primavera e l'estate del 1857, un'aggressione e una condanna per lesa religione dello Stato. Egli, tuttavia, proseguì l'opera di evangelizzazione, recandosi a Londra (1859) e l'anno seguente a Firenze.
Nel giugno del 1860, a seguito dell'amnistia concessa da Francesco II di Borbone, Mazzarella poté rientrare a Novoli, dove venne colto da epilessia. In quello stesso anno, però, la coeva pubblicazione della sua più importante opera a carattere filosofico e già di stampo neokantiano, La critica della scienza, gli procurò particolare notorietà anche all'estero, tanto che Terenzio Mamiani, all'epoca ministro della Pubblica Istruzione, gli offrì la cattedra di pedagogia presso il prestigioso ateneo di Bologna. Trasferitosi poco dopo, per ragioni di salute, a Genova, fu titolare della cattedra di storia della filosofia nella relativa Università.
Ripetutamente eletto in Parlamento, a partire dalla prima legislatura del Regno d'Italia, e tra le file dell'estrema Sinistra, la sua attività si caratterizzò per la dedizione alla risoluzione di problemi afferenti alla questione meridionale. Benedetto Croce ha segnalato come Mazzarella fosse considerato, assieme a Enrico Caporali e Pietro Taglialatela, fra le «menti più forti del movimento protestante in Italia».
Per la sua dottrina e conoscenza della filosofia, fu soprannominato dal pedagogista Pietro Siciliani il "Kant italiano", uno dei più grandi filosofi che l'Italia abbia mai avuto.

## Opere principali
- Sulla fede dei cristiani evangelici. Risposta a Giulio Nazari, Genova 1857.
- Critica della scienza, Lavagnino, Genova 1860 (online), su books.google.it.
- Della critica, 3 voll., Sambolino, Genova 1866-1868 (online) (II ed. Eredi Botta, Roma 1878-79).